# 다비크
다비크(아랍어: دابق)는 시리아 북부에 있는 도시로 알레포에서 북동쪽으로 약 40km, 시리아-튀르키예 국경에서 남쪽으로 약 10km 정도 떨어져 있다. 행정 구역상으로는 알레포주 아자즈구의 악타린 나히야(하위 지구)의 일부이다. 인근 지역으로는 남서쪽에 마레, 북서쪽에 사우란 (시리아), 남동쪽에 악타린 마을이 있다. 2004년 인구 조사에서 다비크의 인구는 3,364명이었다. 이 마을은 1516년에 오스만 제국이 맘루크 술탄국을 결정적으로 패배시킨 마르지 다비크 전투가 벌어진 곳이었다.
하디스에 명시된 이슬람 종말론에서는 다비크를 침략하는 기독교 세력과 방어하는 무슬림 세력 간의 서사적인 전투가 일어날 두 가지 가능한 장소(다른 한 곳은 아믹 계곡) 중 하나로 명시했다. 이 전투는 무슬림의 승리로 끝나고 종말의 시작을 알리는 것으로 여겨진다. 이슬람 테러리즘 단체인 이라크 레반트 이슬람국은 다비크를 서방의 기독교 세력과의 서사적이고 결정적인 전투가 벌어질 곳으로 믿고 있으며, 이라크 레반트 이슬람 국가의 전자 기관지인 《다비크》는 여기서 유래된 이름이다. 2016년 10월 튀르키예군과 시리아 반군에 의해 다비크 마을에서 쫓겨난 IS는 이 간행물을 루미야라는 새 이름으로 대체했다.

## 역사
칼리프 술라이만 이븐 압드 알 말릭의 통치(715년~717년) 기간 동안 아랍-비잔틴 국경 근처의 다비크는 북부 시리아에서 주요 우마이야 군사 진영으로서 자비야의 역할을 계승했다.
다비크는 13세기 초 아이유브 술탄국 통치 기간 동안 시리아 지리학자 야쿳 알하마위가 방문했다. 그는 다비크가 "할라브(알레포)에서 4리그 떨어진 아자즈 지구의 마을"이라고 언급했다. 이어 "그 근처에는 푸르고 쾌적한 초원이 있는데, 우마이야군이 알 마시사에 대한 유명한 원정을 벌였을 때 그곳에 주둔했으며, 심지어 콘스탄티노폴리스 성벽까지 이어졌어야 했다. 원정을 이끌었던 칼리프 술라이만 이븐 압드 알 말릭의 무덤이 이곳에 있다"고 덧붙였다.
2014년 8월, 이라크 레반트 이슬람국(IS)은 이 마을을 점령하고 술라이만 이븐 압드 알 말릭 사당을 파괴했다. 2016년 10월 16일, 시리아 국민군 반군은 IS로부터 이 마을을 점령했다.

## 이슬람 종말론
하디스에 나오는 이슬람 종말론에서 다비크 지역은 무슬림 말라힘(기독교의 묵시 또는 하르마게돈과 동일시될 수 있음)의 일부 사건이 일어나는 장소로 언급된다. 무함마드의 동반자인 아부 후라이라는 그의 하디스에서 무함마드가 다음과 같이 말했다고 전했다.
마지막 시간이 오기 전에 로마인들이 알-아마크나 다비크에 상륙할 것이다. 그들을 저지하기 위해 그 시대의 지상에서 가장 훌륭한 (군인들)로 구성된 군대가 메디나에서 올 것이다.

학자들과 하디스 주석가들은 로마인이라는 단어가 기독교인을 지칭한다고 본다. 하디스는 나중에 이어지는 무슬림의 승리, 그 뒤를 이어 알라후 아크바르와 타스비흐의 선언과 함께 콘스탄티노폴리스의 평화적인 점령, 그리고 마침내 예수 그리스도의 귀환과 강림에 뒤이은 마시흐 앗-다잘의 패배를 언급한다.